# ۴۲۵ (میلادی)
۴۲۵ (میلادی) چهارصد و بیست و پنجمین سال تقویم میلادی است.
‎